# Europaläkare
Europaläkare var en yrkestitel för allmänpraktiserande läkare i Sverige som upphörde att gälla 2012. Titeln avsåg specialister i allmänmedicin som genomgått specialistutbildning i andra EU- och EES-länder där utbildningstiden var kortare än en svensk femårig ST-tjänst i allmänmedicin. Den skyddade titelns användning reglerades av patientsäkerhetslagen.
Införandet av två åtskilda kategorier för specialistläkare i allmänmedicin ledde till kritik från EU-kommissionen. Uppdelningen ansågs strida mot ett EU-direktiv för yrkeskvalifikationer utfärdat 2005. Enligt direktivet saknades stöd för att göra skillnad på olika sorters specialistutbildningar så länge studietiden var minst 3 år. Uppdelningen bedömdes utgöra ett hinder för den fria rörligheten på den gemensamma inre arbetsmarknaden. Efter lagens avskaffande 1 juli 2012 kunde läkare med specialistutbildning i allmänmedicin i annat EU- och EES-land ansöka om svenskt specialistbevis hos socialstyrelsen. Detta under förutsättning att utbildningen varit åtminstone treårig. Titeln kunde även efter avskaffandet leva kvar genom att personer som anställts som europaläkare kunde fortsätta sin tjänst, förutsatt att kontraktet undertecknats före 1 juli 2012.